# 1812 au théâtre
| Années du théâtre : 1809 - 1810 - 1811 - 1812 - 1813 - 1814 - 1815    |
| Décennies du théâtre : 1780 - 1790 - 1800 - 1810 - 1820 - 1830 - 1840 |

## Pièces de théâtre représentées
- Il noce di Benevento, ballet de Salvatore Viganò (La Scala, Milan).

## Décès
- 5 janvier : Louis-François Archambault, dit Dorvigny, romancier, dramaturge et acteur comique français, né le 30 mars 1742.
- 19 avril : Edme-Louis Billardon de Sauvigny, écrivain et dramaturge français, né en mars 1738.